# Рідштадт
Рідштадт (нім. Riedstadt) — місто в Німеччині, знаходиться в землі Гессен. Підпорядковується адміністративному округу Дармштадт. Входить до складу району Грос-Герау.
Площа — 73,76 км2. Населення становить 24 004 ос. (станом на 31 грудня 2020).